# Run-flat tire

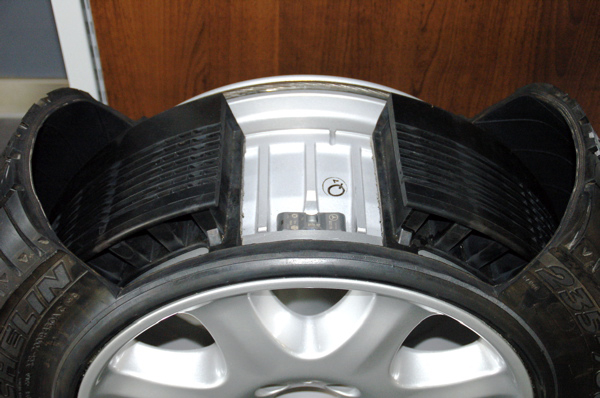
Run-flat tire met een ondersteunende ring

Run-flat tires zijn autobanden waarmee men, ondanks verlies van lucht en daarmee bandenspanning, veilig een bepaalde afstand kan overbruggen. Hiermee wordt voorkomen dat men op een onveilige plaats banden moet wisselen.
Er zijn drie soorten run-flat tires, waarvan de zelfsteunende band de bekendste is. Dit systeem heeft verschillende benamingen, waarvan RFT (run-flat tire) en SSR (self supporting runflat) het meest worden gebruikt. De zelfsteunende run-flats zijn autobanden waar de randen zijn verstevigd, zodat er in geval van lekkage tijdelijk op doorgereden kan worden.
Een ander systeem is het zogenaamde "ring"-systeem. Bij dit systeem wordt een derde deel toegevoegd aan de velg en de band, de zogenaamde steunring. Voorbeelden hiervan zijn het Tyron-systeem, Rodguard-systeem, CSR/BSR-systeem, Hutschinson, etc.
Ook zijn er speciale constructies waarbij zowel de banden als de velgen niet standaard zijn. Voorbeelden hiervan zijn het Pax-systeem en het CTS-systeem.
Modellen waarbij de band weer luchtdicht gemaakt kan worden zijn in opkomst. Hierbij zit een laag aan de binnenzijde en deze dicht het ontstane gat af. De band zelf wordt hierdoor echter niet gerepareerd, aangezien alleen de luchtdichte laag wordt hersteld. Eventuele karkasbeschadigingen worden niet gerepareerd. Ook dient het voorwerp dat de band heeft doorboord verwijderd te worden om vervolgschade te voorkomen.
Reparatie na het lekrijden is in veel gevallen mogelijk. Bij de zelfsteunende systemen ondersteunen Michelin, Goodyear, Dunlop en Bridgestone het repareren van de band na lekrijden onder bepaalde voorwaarden. Merken als Continental AG, Vredestein en Pirelli adviseren om een nieuwe band te kopen.

## Marktaandeel
Runflat banden waren in 2005 goed voor minder dan 1% van de verkoop van vervangingsbanden in de VS. In 2006 werd verwacht dat dergelijke banden aan populariteit zouden winnen bij fabrikanten van gepantserde voertuigen, maar de groeicijfers waren traag met één belangrijk model, het Michelin PAX-systeem, dat niet langer door de fabrikant wordt ontwikkeld (hoewel er in de nabije toekomst wel vervangbanden zullen worden geproduceerd). Uit een studie van Michelin uit 2008 bleek dat 3% van de bestuurders wereldwijd Run Flat-banden wil. Het Amerikaanse marktaandeel ligt ver onder de 1%. American Honda Motor Co. kondigde aan dat de 2009 Honda Odyssey Touring en Acura RL de laatste modellen waren die verkrijgbaar waren met Run Flat-banden en dat Honda niet langer Run Flat-banden gebruikt. Hierdoor zijn er nog maar een handvol grote fabrikanten die ze als standaard uitrusting aanbieden en dan nog alleen op sommige modellen. Een uitzondering is BMW, de grootste fabrikant van runflats als originele uitrusting.
De presidentiële limo van de voormalige Amerikaanse president Barack Obama, "the Beast", had Goodyear Kevlar-gevoerde runflat-banden.